# Helius leucoplaca
Helius leucoplaca är en tvåvingeart som beskrevs av Alexander 1936. Helius leucoplaca ingår i släktet Helius och familjen småharkrankar.
Artens utbredningsområde är Peru. Inga underarter finns listade i Catalogue of Life.